# Street Sweeper Social Club
Street Sweeper Social Club – eksperymentalny projekt muzyczny, w którego skład wchodzą Tom Morello (gitarzysta Rage Against the Machine i Audioslave) oraz Boots Riley (znany ze swoich neomarksistowskich poglądów, prezentowanych w tekstach grupy The Coup). Ich płyta ma się ukazać 16 czerwca 2009, ale na profilu MySpace grupy można już przesłuchać trzy utwory: „Fight! Smash! Win!”, „Clap for the Killers” i „The Oath”. Na potrzeby tego albumu, do duetu dołączył nowoorleański perkusista zespołu Galactic Stanton Moore.
Street Sweeper będzie supportować Nine Inch Nails i Jane’s Addiction w czasie ich wspólnej trasy po USA – „NIN|JA”.